# Angolese escudo
De Angolese escudo was in twee perioden de officiële munteenheid van Portugees-West-Afrika, dat sinds de onafhankelijkheid in 1975 Angola heet.
De eerste keer was van 1 januari 1914 tot 1928, toen het de Angolese real verving. Hierna werd de munt vervangen door de Angolese, als gevolg van de fraude gepleegd door Artur Alves dos Reis, tegen een koers van 5 escudo's per 4 Angolares. Deze vervanging was beperkt.
De tweede maal was de herintroductie van de Angolese escudo in pariteit met de Angolar van 1958 tot 1977, waarna de munt 1:1 werd vervangen door de eerste Angolese kwanza, als gevolg van de onafhankelijkheid van het land.